# Sacro Catino

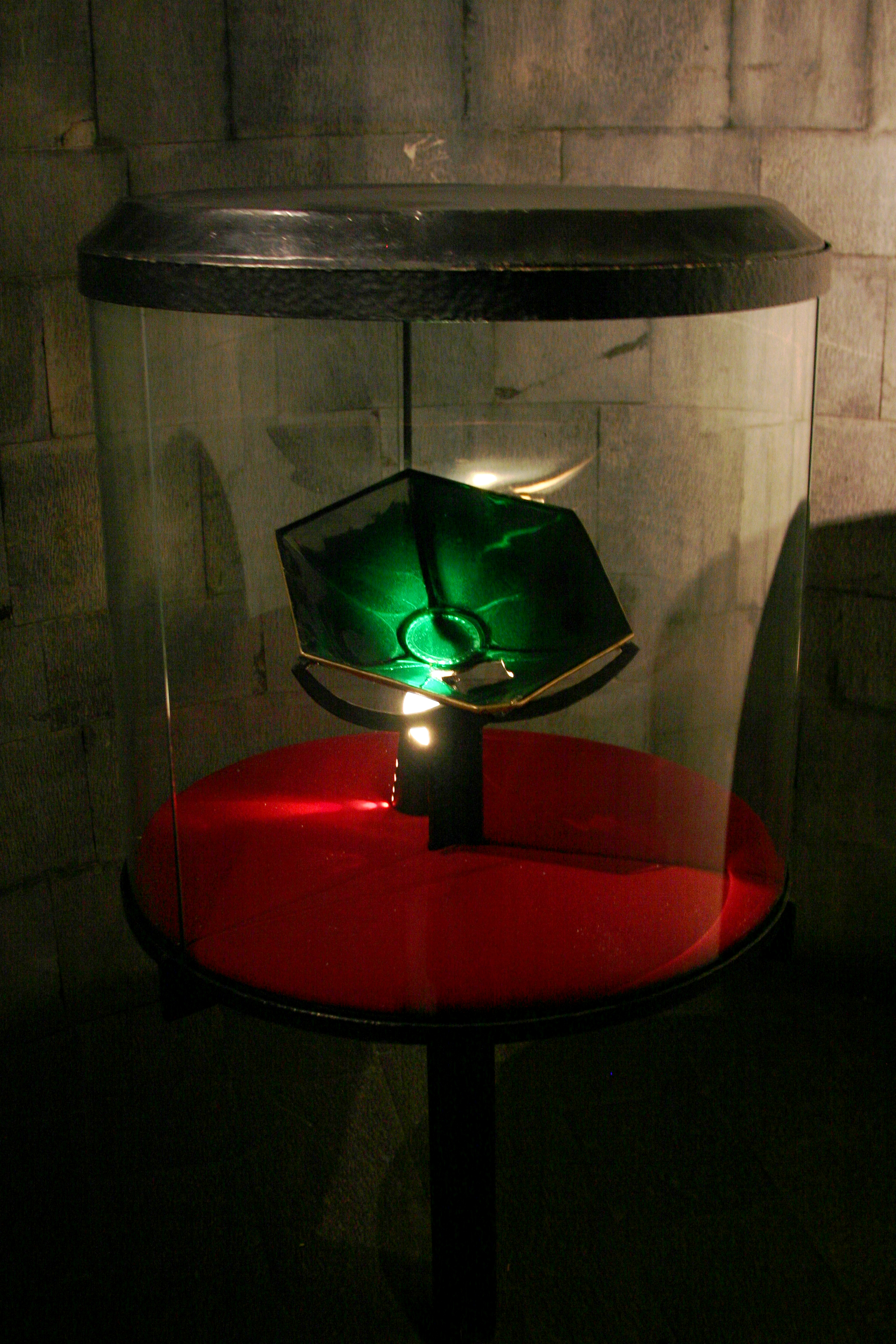
El Sacro Catino

El Sacro Catino es un objeto conservado en Génova, en el Museo del Tesoro de la catedral de San Lorenzo. Considerado un tiempo como el Santo Grial, hoy se estima que se trata de una copia del plato o taza usada por Jesucristo durante la Última Cena

## El objeto
El cuenco es una especie de plato hexagonal de material transparente de un verde brillante. Cuando llegó a Génova se pensaba que era de esmeralda.
El Sacro Catino se rompió mientras se encontraba en territorio francés (Ver la siguiente sección) y ha sido objeto de varias restauraciones: la primera en 1908, y la última y más reciente en 1951.
El estudio del objeto realizado durante su permanencia en Francia por parte de la Academia de las ciencias del Instituto de Francia estableció que es de cristal bizantino y no de esmeralda. Estudios posteriores han retrasado la datación del objeto, considerándolo manufactura islámica del siglo IX o X.

## Entre la historia y la leyenda
La fuente principal para la historia del Catino es Jacobo de Varagine, que en su Leyenda Aurea cuenta que, durante la primera Cruzada (siglo XI), soldados genoveses al mando de Guglielmo Embriaco participaron en la toma de Cesarea (1101), entrando en posesión de lo que se creía era el plato con el que Jesucristo comió durante la Última Cena.
La Primera Crónica General dice que entre el botín tomado en el saqueo de Almería figuraba "un vaso de piedra esmeralda que era tamaño como una escudilla", que Alfonso VII tuvo que regalar a los genoveses y estos guardaron haciéndolo proceder de la Jerusalén ocupada por los cruzados.
El arzobispo Guillermo de Tiro escribe en la segunda mitad del siglo XII que los cruzados habrían encontrado el plato de esmeralda, en un templo construido por Herodes el Grande  y lo habrían comprado a caro precio, para venderlo más tarde.
Al inicio del siglo XIV el cardenal Luca Fieschi obtiene el Catino como pago del préstamo de 9500 liras que le hace al Comune de Génova. El Comune rescató el Catino en el año 1327 y establece que, en el futuro, no podrá ser enajenado ni sacado fuera de la sacristía de la Catedral.
Cuando Génova fue conquistada por los franceses al mando de Napoleón Bonaparte en 1806, el plato fue llevado a París, y el 14 de junio de 1816 fue devuelto de nuevo a Génova, roto en diez pedazos.